# Florencio Sánchez
Florencio Sánchez, né le 17 janvier 1875 à Montevideo et mort le 7 novembre 1910 à Milan, est un dramaturge et journaliste libertaire uruguayen.
Né en Uruguay, il a vécu la majeure partie de sa vie en Argentine où il mène presque toute sa carrière de journaliste, écrivain et dramaturge. Ses œuvres sont marqués par une forte critique sociale.
Figure marquante du théâtre rioplatense, il a été considéré comme un des auteurs les plus importants de la dramaturgie latino-américaine.

## Notices
- Notices d'autorité :   - VIAF
  - ISNI
  - BnF (données)
  - IdRef
  - LCCN
  - GND
  - Italie
  - Espagne
  - Pays-Bas
  - Pologne
  - Israël
  - NUKAT
  - Catalogne
  - Norvège
  - Tchéquie
  - Grèce
  - Argentine
  - WorldCat
.
- (es) Juan Manuel Roca et Iván Darío Álvarez Escobar, Diccionario anarquista de emergencia, Bogota, Norma Editorial, 2008,, 276 p. (ISBN 978-958-45-0772-3, lire en ligne), p. 189-190.
- (es) Ministère de l'éducation et de la culture (Uruguay) : notice biographique.